# John Mott
John Raleigh Mott (Livingston Manor, Nueva York, Estados Unidos, 25 de mayo de 1865-Orlando, Florida, 31 de enero de 1955) fue el principal promotor de la Asociación Cristiana de Jóvenes, en los Estados Unidos de América, y fue galardonado con el Premio Nobel de la Paz en 1946, junto con Emily Greene Balch.

## Juventud y estudios
Mott nació el 25 de mayo de 1865 en Livingston Manor en el estado de Nueva York pero bien joven se trasladó hasta Postville, en el estado de Iowa, donde su padre trabajó de granjero y como comerciante de madera. A los 16 años entró a estudiar en la Universidad de Iowa, una universidad metodista, confesión cristiana a la cual Mott adhería fervientemente.

## Asociacionismo cristiano
En 1886 participó en la Primera Conferencia Mundial de Cristianos, auspiciada por la Asociación Cristiana de Jóvenes (YMCA), una organización extendida alrededor del mundo con el objetivo de apoyar el desarrollo social y espiritual de los jóvenes dentro de los ideales cristianos, representando a la Universidad de Cornwell, en la cual se licenció en filosofía y Letras. En 1888 entró a trabajar en la secretaría de la YMCA estadounidense como secretario nacional. En 1910 presidió la Conferencia Misionera Mundial de Edimburgo que fue un claro precursor del movimiento ecuménico actual. En 1915 fue escogido Presidente del Comité Internacional de la YMCA, cargo que ocupó hasta 1928, y desde 1926 hasta 1937 Presidente del Comité Mundial de la YMCA.
Fue uno de los principales avales del Concejo Mundial de Iglesias de 1948, del cual fue escogido presidente honorario. Recibió diversas ofertas del Presidente de los Estados Unidos Thomas Woodrow Wilson para entrar a formar parte de su gabinete político, ofertas que siempre rechazó, aunque participó en diversas misiones mediadoras entre Estados Unidos y México o Rusia.
En 1946 fue galardonado, junto a la sindicalista norteamericana Emily Greene Balch, con el Premio Nobel de la Paz por su trabajo en establecer y consolidar puentes entre las organizaciones estudiantiles cristianas internacionales para promover la paz.
John Raleigh Mott murió en la ciudad de Orlando, donde se había retirado, el 31 de enero de 1955.